# Kirati Keawsombat
Kirati Keawsombat (Thai: กีรติ เขียวสมบัติ, * 12. Januar 1987 in Nan) ist ein ehemaliger thailändischer Fußballspieler.

## Karriere

### Verein
Seine Karriere begann Kirati in der Fußballmannschaft des Assumption Thonburi College, auf das er zur Schule ging. 2007 wurde er vom damaligen thailändischen Erstligisten FC Royal Thai Army verpflichtet. Nach dem Abstieg des Vereins 2008 wechselte er zum FC TOT um nur eine Saison später seinem Trainer Pongphan Wongsuwan nach Buriram zu folgen. Von 2010 bis 2012 spielte er 38 Mal für Buriram und schoss acht Tore. 2012 wurde er nach  Songkhla zum Songkhla United FC ausgeliehen. 2013 ging er nach Rayong, um sich dem dortigen Verein PTT Rayong FC anzuschließen. Für den Club stand er 49 Mal auf dem Spielfeld und schoss 17 Tore. 2015 wurde er an den Ligakonkurrenten Chonburi FC ausgeliehen. Der Zweitligist Khon Kaen United FC verpflichtete ihn für die Saison 2016. Nach 9 Spielen und 5 Toren ging er 2017 zum Nakhon Ratchasima FC. Hier lief er 19 Mal auf. Von 2019 bis 2021 stander beim Police Tero FC in Bangkok unter Vertrag. Mit Police Tero schloss er die Saison 2019 als Vizemeister der zweiten Liga ab. Nach insgesamt 46 Spielen für Police wechselte er im Mai 2021 zum Zweitligaabsteiger Uthai Thani FC. Mit dem Verein aus Uthai Thani spielte er in der Northern Region der Liga. Am Ende der Saison 2021/22 feierte er mit dem Klub aus Uthai Thani die Meisterschaft der Region. In der National Championship, den Aufstiegsspielen zur zweiten Liga, belegte man den ersten Platz und stieg nach einer Saison in der Drittklassigkeit wieder in zweite Liga auf. Nach dem Aufstieg verließ er den Verein und schloss sich im August 2022 dem Drittligisten Assumption United FC an. Mit dem Hauptstadtverein spielte er elfmal in der Western Region der Liga. Im Januar 2023 verpflichtete ihn der Zweitligist Samut Prakan City FC. Für den Zweitligisten aus Samut Prakan bestritt er acht Ligaspiele. Im Sommer 2023 wurde sein Vertrag nicht verlängert.

### Nationalmannschaft
Von 2005 bis 2006 stand er im Kader der U-19-Nationalmannschaft. Er stand im Kader der AFF-Jugendmeisterschaften 2005 als auch in dem Kader, der um die Qualifikation zu den U-19-Asienmeisterschaften kämpfte. Die Mannschaft konnte sich am Ende für das Endrundenturnier qualifizieren. Kirati wurde dabei jedoch nicht berücksichtigt. Seit 2009 ist er sowohl Teil des Kaders der U-23 als auch der Herrenmannschaft. Für beide Mannschaften konnte er bisher Einsätze verzeichnen. Kirati steht im Aufgebot für die 25. Südostasienspiele. Im ersten Spiel gegen Vietnam erzielte er sein erstes Tor für die U-23. Bis 2014 absolvierte er 27 Spiele und schoss dabei 5 Tore.

## Erfolge
Police Tero FC
- Thailändischer Zweitligavizemeister: 2019  ▲

Uthai Thani FC
- Thai League 3 – North: 2021/22
- Thai League 3 – National Championship: 2021/22  ▲

## Erläuterungen/Einzelnachweise
1. ↑  กีรติลาโปลิศเทโรโยกซบอุทัยธานีบู๊ไทยลีก 3 , Wechsel zum Uthai Thani FC, April 2021. In: siamsport.co.th (thailändisch). Abgerufen am 22. April 2021.
2. ↑  เติมเลือดใหม่+เก๋า! เขี้ยวสมุทร คว้า กษิดิศ-กีรติ ช่วยทีมในเลกที่ 2, (Wechsel zum Samut Prakan City FC), 7. Januar 2023. In: ballthai.com (thailändisch). Abgerufen am 7. Januar 2023.
3. ↑  thaifootball.com: Details der Kader
4. ↑  laoseagames2009.com: Spielbericht (Memento des Originals vom 8. Dezember 2009 im Internet Archive)  Info: Der Archivlink wurde automatisch eingesetzt und noch nicht geprüft. Bitte prüfe Original- und Archivlink gemäß Anleitung und entferne dann diesen Hinweis.